# Tre Valli Varesine 1957
La Tre Valli Varesine 1957, trentasettesima edizione della corsa, si svolse il 7 agosto 1957 su un percorso di 227,7 km. La vittoria fu appannaggio del belga Germain Derycke, che completò il percorso in 6h05'21", precedendo gli italiani Alfredo Pasotti e Pasquale Fornara.
Sul traguardo di Varese 39 ciclisti portarono a termine la competizione.  

## Ordine d'arrivo (Top 10)
| Pos. | Corridore          | Squadra              | Tempo    |
| ---- | ------------------ | -------------------- | -------- |
| 1    | Germain Derycke    | Faema-Guerra         | 6h05'21" |
| 2    | Ercole Baldini     | Legnano              | s.t.     |
| 3    | Angelo Conterno    | Bianchi              | s.t.     |
| 4    | Louison Bobet      | Bobet-BP-Hutchinson  | s.t.     |
| 5    | Colombo Cassano    | Carpano-Coppi        | s.t.     |
| 6    | Alessandro Fantini | Atala-Pirelli        | s.t.     |
| 7    | Hans Junkermann    | Feru                 | s.t.     |
| 8    | Pasquale Fornara   | Arbos-Bif-Welter     | s.t.     |
| 9    | Guido Boni         | Bottecchia-Gripo     | s.t.     |
| 10   | Giuseppe Barale    | San Pellegrino Sport | s.t.     |